# Laudec
Laudec (Spezzano, 4 juni 1947), pseudoniem van Tony de Luca, is een Belgisch striptekenaar. Hij is de tekenaar van de humoristische serie Cédric, waarvan Raoul Cauvin de scenarist is.
Hij was vier jaar toen zijn ouders vanuit Calabrië naar Luik in België emigreerden. Hij debuteerde in 1980 in het stripblad Robbedoes met een verhaal op scenario van Mitteï. Vanaf 1985 was hij assistent van Walthéry en tekende hij onder andere de decors voor diens strip Natasja. Vanaf 1987 tekende hij Cédric.
- Biblioteca Nacional de España: XX829900
- Bibliothèque nationale de France: cb12018211s (data)
- Gemeinsame Normdatei: 1089647883
- International Standard Name Identifier: 0000 0001 2133 4390
- Library of Congress Control Number: no2010085555
- Nationale Bibliotheek van Tsjechië: xx0212141
- Nederlandse Thesaurus van Auteursnamen: 071026622
- Istituto Centrale per il Catalogo Unico: CAGV698201
- Système universitaire de documentation: 028322568
- Virtual International Authority File: 54159891